# Seberang Perai Selatan
Seberang Perai Selatan is een district in de Maleisische deelstaat Penang.
Het district telt 171.000 inwoners op een oppervlakte van 250 km².